# Josef Mühl
Josef Mühl (*25. června 1877 Nová Paka – †26. listopadu 1938 Praha) byl český malíř, restaurátor a syn Antonína Mühla.

## Životopis
Vyučil se v otcově dílně v Nové Pace, akademické vzdělání ale nezískal. Se svým otcem spolupracoval na církevních zakázkách, např. na výzdobě kostela sv. Bartoloměje v Pecce a údajně také restauroval malířskou výzdobu na Svaté Hoře u Příbrami. Kromě výtvarného nadání zdědil po otci i smysl pro obchod, velkou část jeho tvorby tak představují krajinky a zátiší odpovídající dobovému vkusu.